# Diario di una schiappa (romanzo)
Diario di una schiappa: giornale di bordo di Greg Heffley (Diary of a Wimpy Kid) è un libro dello scrittore Jeff Kinney, pubblicato nel 2007 negli Stati Uniti d'America. Il libro è il primo dell'omonima serie di romanzi per ragazzi, incentrata sulle disavventure dell'undicenne Gregory Heffley.

## Trama
Plainview, New York, 2007. Greg Heffley è un ragazzino di 11 anni, costantemente vittima del fratello maggiore Rodrick e anche del fratello minore Manny, che puntualmente gli addossa la colpa per guai combinati da egli stesso. Il migliore amico di Greg è Rowley, un ragazzino infantile e di un’ingenuità disarmante, di cui fin troppe volte il protagonista si approfitta. I primi giorni di scuola volano tranquillamente, ma Greg fatica a farsi un’immagine a causa dell’amico, che lo catapulta ripetutamente in situazioni a dir poco imbarazzanti.
Prima di Halloween, Greg e il suo amico Rowley vanno in una casa infestata e, dopo esserne usciti spaventatissimi ma soddisfatti, decidono di costruire una casa fantasma anche loro per guadagnare soldi; I genitori di Greg non accettano di fargli costruire la casa fantasma da loro, così decidono di costruirla nello scantinato della casa di Rowley. Alla fine però perdono troppo tempo e nella mezz'ora che gli resta riescono a fare solo il "Lago di Sangue" (che è la vecchia piscinetta di Rowley riempita con mezzo barattolo di salsa di pomodoro) e il "corridoio delle grida" (un letto con Greg e Rowley che urlano alle estremità). La casa si rivela un fallimento, in quanto il primo bambino che entra si blocca spaventato sotto il letto e non vuole più venire fuori. I due allora si danno appuntamento alla notte del 31 ottobre per andare a bussare alle case e raccogliere più dolci possibili con il classico "Dolcetto o scherzetto?". Purtroppo, per una serie di peripezie, vengono seguiti da Frank e Manny, padre e fratellino di Greg, andando lentissimi e quando se ne liberano incontrano dei ragazzi delle superiori che li provocano e questi ultimi li inseguono per inzupparli con un estintore. Alla fine riescono a scappare da questi bulli nascondendosi a casa della loro nonna (che tiene una chiave sotto lo zerbino), ma Frank fa loro per errore un gavettone lanciando dell'acqua messa in un bidone della spazzatura, così si bagnano quasi tutti i dolci che avevano raccolto.
In occasione delle feste natalizie, la scuola organizza uno spettacolo teatrale, una rappresentazione della storia de "Il meraviglioso mago di Oz" recitata dagli studenti e Greg viene obbligato dalla madre a partecipare; cerca quindi in tutti i modi di non essere selezionato, ma viene comunque preso nello spettacolo. Per fortuna gli viene assegnata la parte che aveva richiesto lui, cioè quella dell'albero, che lui aveva desiderato perché gli alberi dovrebbero tirare le mele in testa a Dorothy.
Lo spettacolo viene fatto prima delle vacanze ed è un completo disastro, in quanto nessuno ricorda le parti (durante le prove, la professoressa di musica Norton suggeriva a tutti in continuazione) e molti ruoli hanno dato problemi; inoltre il fratello maggiore di Greg, Rodrick, è venuto alla recita vestito elegante per filmarla e umiliarlo. Greg riesce a non farsi umiliare non cantando la canzone scritta per gli alberi e concludendo lo spettacolo tirando una mela a Patty Farrell. In compenso ha rovinato lo spettacolo di Natale guadagnandosi l'odio della professoressa Norton e degli spettatori, compresa la madre Susan. Arriva Natale e Frank regala a Greg una panca bilanciere che gli ha comprato per prepararsi prima degli allenamenti di wrestling che si sarebbero tenuti a scuola senza sapere che il corso era già terminato e che il regalo non gli sarebbe servito a nulla. Anche Susan dà a Greg un regalo ma non è il videogioco bensì un maglione in origine destinato alla beneficenza; tuttavia la madre di Greg è perplessa da ciò dicendo che avrebbe voluto regalargli il videogioco. Quindi si capisce che c'è stato uno scambio di pacchi causato dall'aver utilizzato lo stesso genere di carta per il confezionamento, il maglione finisce per arrivare a Greg al posto del desiderato dono, che probabilmente è finito in beneficenza. Greg va quindi a trovare Rowley e gli regala il "Minicoccole", ricevendo in cambio un altro regalo abbastanza inutile, cioè un triciclo. Rowley, felice per il fumetto che gli è stato regalato, consente a Greg di giocare al videogioco che desiderava per Natale.
Greg e Rowley provano a divertirsi con il triciclo facendo un gioco particolare: Rowley scende dalla collina in picchiata e Greg deve colpirlo. Una volta, però, per sbaglio, fa cadere Rowley e gli rompe il braccio. Il ragazzo è costretto quindi a mettersi il gesso e questo gli procura delle attenzioni da parte delle ragazze, provocando in Greg invidia. Dopo un periodo, quest'ultimo e Rowley decidono di entrare nel servizio d'ordine con un compito speciale: accompagnare i bambini dell'asilo vicino a casa. Questo procura ai due un potere e delle attenzioni che viengono rovinati quando Greg, da solo perché Rowley aveva un compito in classe, spaventa i bambini con dei vermi. Rowley viene accusato, ma poi si scopre la verità e Greg viene punito. Questo fa litigare i due, ma la lite finisce quando i bulli di Halloween capiscono chi sono i due coinvolti nella rissa e costringono Rowley a mangiare il Formaggio, una fetta di formaggio stanziata sul campo da basket da oltre un anno. Greg e Rowley si riappacificano quando i compagni si rendono conto che il Formaggio non era più sul campo e Greg dice di averlo mangiato per aiutare il suo amico a non fare brutta figura. In compenso Greg prende la “Malattia del formaggio” per solidarietà all'amico (una superstizione per la quale chi tocca il formaggio ammuffito venga colpito da una malattia di pidocchi nucleari). I due tornano amici.

## Personaggi
- Gregory "Greg" Heffley: undici anni e protagonista del romanzo. Appare piuttosto sfortunato e si definisce una schiappa. Sembra che qualsiasi cosa cerchi di fare non vada per il verso giusto. Ha un fratello maggiore, Rodrick e uno minore, Manny. Non è molto sportivo, non va molto bene a scuola (ritiene anzi che la scuola media sia la cosa più stupida mai inventata) e spesso ha momenti di egoismo e disonestà; ha come grande passione i videogiochi, nei quali è molto bravo. Suo migliore amico è Rowley Jefferson, di cui Greg spesso approfitta per fargli fare quello che vuole.
- Rowley Jefferson: migliore amico di Greg, della stessa età. Ha conosciuto quest'ultimo alle scuole elementari e sono diventati quasi inseparabili (anche se Greg non nasconde di sentirsi superiore). Rowley è di famiglia ricca e l'amico spesso ne approfitta. Egli è molto ingenuo, sensibile e infantile, per cui risulta perdente sia con Greg, sia con altri coetanei, che gli fanno moltissimi scherzi; però, a differenza dell'amico, ha sempre un discreto successo con le ragazze.
- Rodrick Heffley: fratello maggiore di Greg. Ha 18 anni. È prepotente con il protagonista, costretto a subire da sempre soprusi e scherzi. È il batterista di una band musicale, i Löded Diper. Il gruppo di Rodrick suona musica heavy metal e, a dire di Greg e del padre, fa canzoni orribili.
- Manny Heffley: fratello minore di Greg. Ha 3 anni ed è viziatissimo e troppo coccolato dai genitori. Il protagonista inizialmente pensava di potergli fare gli scherzi come Rodrick faceva a lui ma ha dovuto ricredersi perché Manny è stato sempre iperprotetto dai genitori. Quest'ultimo è un gran spione, impara le parolacce e chiama Greg "Bubby" infastidendolo molto.
- Susan Heffley: madre di Greg, Manny e Rodrick. È gentile ma severa. È iscritta a molte associazioni di genitori ed è autoritaria con i familiari tranne Manny. Con il marito Frank, nei litigi, la spunta sempre, tranne quando farebbe comodo a Greg.
- Frank Heffley: padre di Greg e fratelli. È di solito tranquillo e gentile, ma è spesso ingiusto con i figli perché lo deludono nelle sue aspettative. Frank vorrebbe che fossero sportivi o primeggiassero in qualcosa. Odia il genere musicale heavy metal ed è un grande esperto della guerra civile americana di cui costruisce e perfeziona un plastico in cantina.
- Fregley: ragazzo del quartiere coetaneo di Greg molto strano e con difficoltà di linguaggio. È molto goloso benché sia fortemente allergico agli zuccheri. Ha grandi problemi di igiene personale.
- Holly Hills: quarta ragazza più bella della scuola di cui Greg è innamorato (le prime tre sono già fidanzate), ma riesce solo ad accumulare figuracce con lei.
- Zio Charlie: zio di cui Greg parla spesso. Ogni Natale il ragazzo gli chiede quel che desidera di più, ma Charlie fraintende le richieste del nipote e lo delude sempre.
- Bill Walter: cantante solista dei Löded Diper. Ha 35 anni, non lavora e vive con i genitori. Rodrick lo ha conosciuto mentre dormiva per strada (occasione in cui Bill voleva "scroccargli" una patatina). Frank Heffley teme che il figlio ne segua l'esempio.
- Chirag Gupta: amico e compagno di classe di Greg. Di origini indiane, è molto basso di statura.
- Coach Malone: insegnante di educazione fisica della scuola di Greg. Ha un carattere vendicativo ma anche protettivo verso gli alunni.
- Patty Farrell: ragazza "secchiona" e nevrotica, dall'atteggiamento saccente, antipatica a Greg e all'intera classe perché vuole comandare in qualsiasi situazione. La madre di Patty è la direttrice del consiglio scolastico dei genitori, quindi la ragazza spesso approfitta di ciò minacciando di farla intervenire se qualcosa non va come lei vuole.
- Nonno: padre di Frank. Vive in una residenza per anziani, Happy Residence. Greg è il suo nipote preferito.
- Nonna: madre di Susan e abita nelle vicinanze. Chiama tutti i tre nipoti "cocco di nonna" ma il suo preferito è Manny.
- Cesar Robinson: entra con Greg nel servizio d'ordine della scuola.
- Albert Sandy: amico di Greg, racconta cose molto strane. Spesso i compagni gli danno del bugiardo ma il protagonista arriva più di una volta a credergli.
- Zio Joe: fratello minore di Frank. È il suo esatto contrario.
- NonnaBis: bisnonna della famiglia Heffley. Ha 95 anni e vive ancora nella casa dove è nata. A casa sua si svolgono le feste e i ritrovi di famiglia.

## Opere derivate
Nel 2010 è stato realizzato il film omonimo, regia di Thor Freudenthal, con Zachary Gordon (Greg Heffley) e Robert Capron (Rowley Jefferson).

## Edizioni in italiano
- Jeff Kinney, Diario di una schiappa: giornale di bordo di Greg Heffley, traduzione di Rossella Bernasconi, Milano: Il Castoro, 2008
- Neri Marcorè legge Diario di una schiappa di Jeff Kinney, Roma: Emons Italia, 2012